# Боб Кан
Роберт Елиот Кан (енгл. Robert Elliot Kahn; Њујорк, 23. децембар 1938) је амерички пионир интернета, инжењер и информатичар, који је, са Винтоном Г. Церфом, изумео Протокол за контролу трансмисије (Transmission Control Protocol, TCP) и Интернет протокол (Internet Protocol, IP), основне комуникационе протоколе који се налазе у сржи Интернета.

## Каријера
Након што је стекао звање бачелора из електротехнике на Градском колеџу у Њујорку 1960, Кан је стекао звања мастера 1962, и доктора на Универзитету Принстон 1964. године. Радио је у АТ&Т Бел лабораторијама, а затим је постао помоћни професор на МИТ. Након тога је радио у предузећу BBN, где је развио протокол IMP (Interface Message Processor).